# Josef Klieber
Josef Klieber (Innsbruck, 1773. november 1. – Bécs, 1850. január 11.) osztrák szobrász, éremkészítő és festő, a bécsi képzőművészeti akadémia vezető tanára.
Bécsben és környékén számos reliefet, szoborcsoportot és dekoratív plasztikát készített. Munkásságának jelentős része Magyarországhoz kapcsolódik: ő készítette a pesti német színház számára Apollón és a 9 múzsa. Dolgozott Esterházy Miklós csákvári kastélya részére is, valamint ő készítette a Pannonhalmi Bencés Főapátság könyvtártermének freskóit, ugyanott található I. Ferenc és Szent István királyok szobra. Az ő nevéhez fűződik a keszthelyi kastély kertjébe tervezett Zrínyi-kút, amely Festetics László megrendelésére készült 1820 körül.

## Források

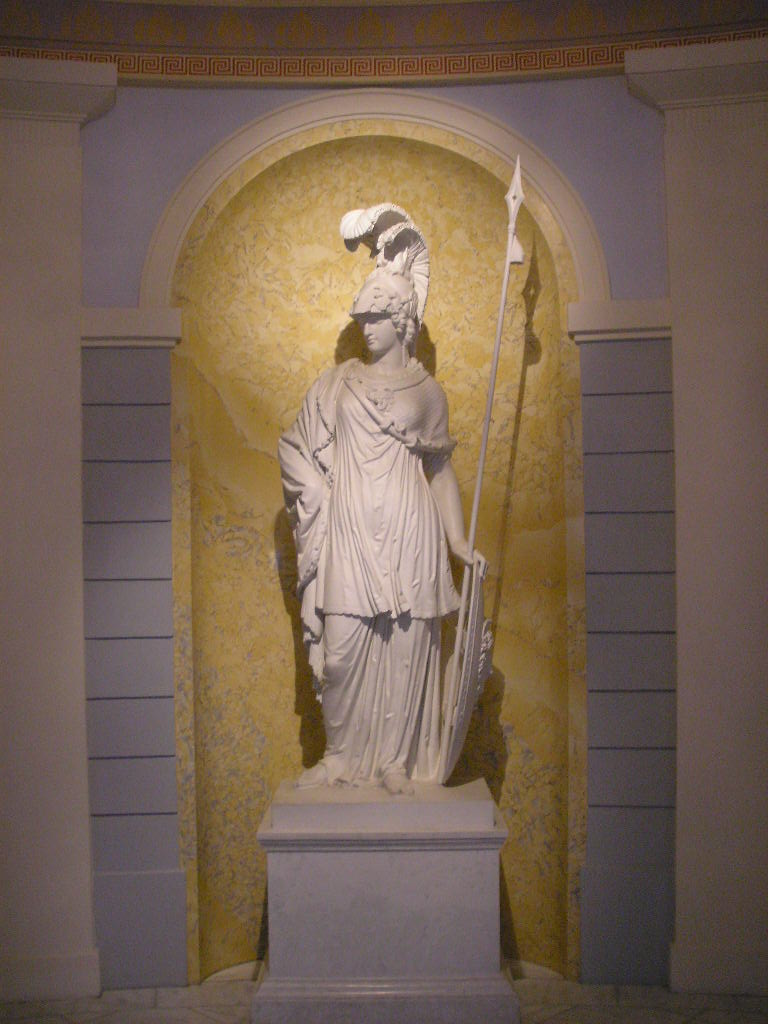
Minerva szobra az Albertina Múzeumban